# جنبش ضد تجاوز
جنبش ضد تجاوز یک جنبش در حوزهٔ جامعه‌شناسی سیاسی است و بخشی از جنبشی است که برای مقابله با خشونت علیه زنان فعالیت می‌کند.
این جنبش در تلاش است نگرش‌های اجتماعی به خشونت علیه زنان، از جمله احساس حق داشتن رابطهٔ جنسی و سرزنش قربانی، و همچنین نگرش‌های زنان مانند سرزنش خود برای خشونت را تغییر دهد. این جنبش همچنین به دنبال اصلاح قوانین مربوط به تجاوز جنسی یا قوانین ادلهٔ اثبات است که به متجاوزان اجازهٔ فرار از مجازات را می‌دهند، مثلاً به این دلیل که قربانیان از گزارش حملات منصرف می‌شوند، یا به دلیل برخورداری متجاوز از مصونیت، یا به این علت که متجاوز (به عنوان متهم) از نظر قانونی قادر به بی‌اعتبار کردن ادعای قربانی است. این جنبش در برخی حوزه‌های قضایی موفق بوده است، اما بسیاری از نگرش‌های پیشین همچنان پابرجا هستند و با وجود تغییر قوانین و افزایش قابل توجه گزارش‌های حمله، خشونت علیه زنان همچنان در سطح بالایی ادامه دارد.
این جنبش در اواخر دههٔ ۱۹۶۰ و اوایل دههٔ ۱۹۷۰ شکل گرفت، زمانی که مفاهیم جدیدی از تجاوز از موج دوم فمینیسم و بازبینی زندگی روزمرهٔ زنان در تعامل با نهادهای اجتماعی پدید آمد. پیش از این بازنگری، تجاوز به عنوان یک «جرم جنسی که توسط مردان بیمار روانی انجام می‌شود» در نظر گرفته می‌شد و عاملان آن به عنوان افرادی ناتوان در کنترل امیال جنسی خود فرض می‌شدند. فمینیست‌ها شروع به تأکید بر نقش پویایی‌های قدرت در تجاوز کردند و آن را جرمی که عمدتاً توسط مردان علیه زنان انجام می‌شود، معرفی کردند. این تعریف جدید از تجاوز، از منظر قربانی بازتعریف شد. تجاوز به عنوان ابزاری برای تحمیل نقش جنسیتی، یعنی نحوهٔ اجرای مردانگی یا زنانگی، و حفظ سلسله‌مراتب قدرت که مردان را بالاتر از زنان قرار می‌دهد، تلقی شد. تجاوز به عنوان شکلی از خشونت تعریف شد که برای تثبیت قدرت مردان و کنترل اجتماعی بر زنان و کودکان به کار می‌رود. این جنبش که با نام «جنبش ضد تجاوز» یا «جنبش پیشگیری از تجاوز» شناخته می‌شود، بر این باور است که خشونت جنسی و خشونت علیه زنان به‌طور کلی، ابزاری برای کنترل اجتماعی است که برای حفظ موقعیت فرودست زنان نسبت به مردان استفاده می‌شود و زنان باید اقداماتی انجام دهند که به قربانیان خشونت جنسی کمک کند تا به جای قربانی، «بازماندهٔ» خشونت باشند. این جنبش همچنان ادامه دارد و با افزایش آگاهی عمومی در ایالات متحده دربارهٔ مفهوم فرهنگ تجاوز، همزمان با محبوبیت فزایندهٔ فمینیسم، گسترش یافته است.